# Powierzchnia skuteczna anteny
Powierzchnia skuteczna anteny – jest to stosunek mocy wydzielonej w dopasowanym obciążeniu anteny do gęstości mocy pola elektromagnetycznego w miejscu umieszczenia anteny. Parametr ten charakteryzuje własności odbiorcze anteny.